# Barzun
Barzun é uma comuna francesa na região administrativa da Nova Aquitânia, no departamento dos Pirenéus Atlânticos. Estende-se por uma área de 8,13 km². Em 2010 a comuna tinha 611 habitantes (densidade: 75,2 hab./km²).